# Bei Dao
Bei Dao (cinese semplificato: 北岛; cinese tradizionale: 北島; pinyin: Běidǎo), pseudonimo di Zhao Zhenkai, cinese semplificato: 赵振开; cinese tradizionale: 趙振開; pinyin: Zhào Zhènkāi (Pechino, 2 agosto 1949), è uno scrittore, poeta e traduttore cinese, considerato l'ispiratore e uno tra i maggiori esponenti negli anni Ottanta della poesia menglong, o poesia "oscura".
È stato co-fondatore della rivista Jintian 今天 (Oggi), simbolo di questa corrente, pubblicata in Cina dal 1978 al 1980, anno in cui viene censurata.

## Biografia
Bei Dao nasce il 2 agosto 1949 a Pechino da una famiglia della media borghesia; il padre è impiegato e la madre medico. Frequenta una delle più prestigiose scuole, la Beijing Fourth Middle School, ma la sua formazione si interrompe nel 1966, quando ha solo diciassette anni, a causa dello scoppio della Rivoluzione Culturale. Bei Dao, come molti altri giovani della sua generazione, entra a far parte delle Guardie Rosse ed è mandato nelle campagne, dove lavora per undici anni come operaio edile. Durante questo periodo, rendendosi conto che la realtà rurale è diversa da ciò che l'ideologia maoista descrive, matura un senso di disillusione nei confronti della Rivoluzione Culturale che lo spinge ad avvicinarsi alla filosofia e alla letteratura occidentali.
A partire dal 1970 inizia a dedicarsi alla letteratura e a frequentare gruppi segreti di letterati tra i quali circolano opere occidentali tradotte. Tra queste, quelle che più lo colpiscono e accelerano la sua disillusione nei confronti dell'idealismo maoista sono Le metamorfosi e Il processo di Kafka.
L'arresto dell'amico e letterato Zhao Yifan nel 1975 lo spinge ad utilizzare degli pseudonimi per mantenere nascosta la propria identità: userà come primo pseudonimo Bei Dao, e in seguito altri, come Aishan e Shimo.
Il 23 dicembre del 1977, nel pieno di quella che è chiamata Primavera di Pechino, con il collega Mang Ke fonda la rivista Jintian 今天 (Oggi), attorno alla quale si raccolgono i più importanti poeti menglong. Il linguaggio oscuro e polivalente utilizzato da questi letterati fa sorgere nella critica un'accesa controversia sul movimento, che porterà nel settembre 1980 alla chiusura della rivista. Negli anni successivi Bei Dao lavora per la Foreign Languages Press di Pechino dove conosce la traduttrice Bonnie McDougall e il sinologo svedese Göran Malmqvist, che promuovono le sue opere, lo aiutano a farsi conoscere a livello internazionale e lo introducono negli ambienti diplomatici occidentali. Nel 1983 Bei Dao incontra in segreto il poeta americano Allen Ginsberg, che costituirà, negli anni successivi, il suo passe-partout per l'accesso nell'ambiente letterario ed accademico occidentale.
A partire dal 1989 Bei Dao inizia a viaggiare in Europa in qualità di scrittore ospite. Nonostante non si trovi più in patria, le autorità cinesi lo accusano di aver incitato attraverso le sue opere la Protesta di piazza Tiananmen e lo condannano all'esilio.
A Stoccolma, nel 1990, riprende la pubblicazione di Jintian, rendendo la rivista una piattaforma di espressione per letterati cinesi esiliati e rafforzando la sua fama in Occidente. Dal 1995 si stabilisce a Davis, in California, dove ottiene una cattedra alla University of California. La lontananza dalla Cina e il rifiuto da parte del governo cinese di concedere il visto alla moglie Shao Fei e alla figlia Tiantian per ricongiungersi con lui, portano nel 1992 al divorzio della coppia. A Bei Dao è consentito rientrare in Cina solamente nel 2001, con un visto turistico, per visitare il padre malato.
Nel 2003 si risposa con Gan Qi, immigrata cinese negli Stati Uniti, e a partire dal 2007 ottiene una cattedra all'Università cinese di Hong Kong, dove insegna ancora oggi.

## Pseudonimo
L'utilizzo degli pseudonimi nasce dall'esigenza da parte degli scrittori dissidenti di sfuggire al controllo e alla censura delle autorità governative ed è un espediente molto diffuso in Cina a partire dagli anni Settanta.
L'autore dichiara in diverse interviste che lo pseudonimo "Bei Dao" gli è stato attribuito dall'amico e collega Mang Ke. Bei Dao letteralmente significa "Isola del Nord" ed indica non solo la provenienza settentrionale dell'autore, ma anche il suo carattere solitario: Mang Ke gli aveva suggerito questo pseudonimo, paragonandolo ad un'isola che, nell'oceano rumoroso, simboleggia il silenzio. L'autore inizia a firmarsi "Bei Dao" con la pubblicazione della rivista Jintian e le sue opere, grazie alla critica letteraria, acquisiscono da subito grande popolarità. Tuttavia il clima di incertezza politica degli anni Ottanta e il timore di poter essere riconosciuto dalle autorità, spinge l'autore a fare ricorso anche ad altri pseudonimi, quali Aishan e Shimo.
Questi ultimi si riferiscono a due eventi importanti della sua vita: Shimo, omofono di "silenzioso come una pietra" è probabilmente collegato alla condanna a morte del suo amico e critico della Rivoluzione Culturale Yu Luoke (1942-1970), mentre Aishan, omofono di "amare Shan" fa riferimento alla morte della sorellina Shanshan. Bei Dao rimane comunque il nome con cui l'autore firma più spesso le sue opere.

## Bei Dao e lamenglongshi
Nominato diverse volte al Premio Nobel per la Letteratura, Bei Dao è uno dei maggiori esponenti della poesia menglong, nonché uno dei più influenti personaggi sul panorama letterario cinese contemporaneo. Le sue opere sono state tradotte in più di venticinque lingue.
Inizia a scrivere a partire dagli anni Settanta, agli inizi della Rivoluzione Culturale, quando l'isolamento nelle campagne e la malinconia che ne deriva fanno emergere in lui l'impellente esigenza di esprimere i propri sentimenti. Diversamente da molti altri scrittori della sua generazione, le iniziali intenzioni di Bei Dao non sono di fare della scrittura una professione, ma di usarla come personale mezzo di sfogo spirituale. Prima della fine del decennio si afferma sulla scena letteraria soprattutto come poeta. Le sue prime poesie e i suoi primi racconti vengono pubblicati su Jintian.
All'interno della corrente letteraria della poesia "menglong", oltre a Bei Dao, si distinguono altri poeti e poetesse quali Mang Ke, Shu Ting, Gu Cheng, Jiang He e Yang Lian. Si raccolgono tutti attorno alla rivista Jintian, venendo così denominati, oltre che "poeti oscuri", anche "gruppo poetico di Jintian". Il loro tratto comune è costituito dalla ribellione alle norme poetiche contemporanee e al conformismo ideologico. Il termine "menglong" non fu coniato da questi nuovi poeti, ma ad essi attribuito dalla critica letteraria con un'accezione negativa, a causa dell'astrusità e difficoltà delle loro poesie, che dal punto di vista ideologico e artistico apparivano troppo distanti dal realismo socialista. I critici accusarono i poeti menglong di eccessivo anti-realismo, di smisurata emulazione del modernismo occidentale e di individualismo, un attributo cancellato durante la Rivoluzione Culturale.
Ciò che questi poeti ricercano e rivendicano sono gli stessi valori che avevano ispirato il Movimento del Quattro Maggio, ossia l'importanza dell'individuo, l'umanesimo, la democrazia e, nell'ambito letterario, il valore della soggettività poetica, elemento che riemerge prepotentemente nelle opere menglong. Parallela alla ribellione ideologica è la ribellione del linguaggio: la lingua viene rovesciata, i simboli che prima erano positivi diventano negativi e viceversa. La poesia menglong apporta una vera e propria rivoluzione nell'immaginario e nelle modalità creative.

### Gli anni Settanta e Ottanta
Bei Dao è un esempio di questa rivoluzione. In quanto principale esponente di questa poesia, le sue opere vengono duramente colpite dalla critica con l'accusa di essere incomprensibi, a causa del suo stile soggettivo contrapposto all'oggettività e al realismo imposto dall'ideologia maoista degli anni precedenti. Esse tuttavia vengono premiate da critici più all'avanguardia come Xie Mian, Sun Shaozhen e Xu Jingya che ne colgono il carattere rivoluzionario ed innovativo.
Il forte individualismo che emerge nelle sue poesie degli anni Settanta e Ottanta non ne esclude il valore politico: nella poesia di Bei Dao scompare l'asservimento ad un modello politico-ideologico, mentre permangono il ricordo della Rivoluzione Culturale e un senso civico ed umanistico di impegno morale attraverso cui il poeta dimostra di riconoscere il proprio debito con la società. Bei Dao percepisce il poeta come un eroe disposto a soffrire per l'intera umanità, come colui che si è "risvegliato" dal conformismo ideologico e cerca la strada per la rinascita individuale e collettiva.
Le principali caratteristiche della poetica di Bei Dao tra gli anni Settanta ed Ottanta sono evidenti nella poesia Huida 回答 (Risposta), considerata un manifesto della menglongshi:
高尚是高尚者的墓志铭。
看吧，在那镀金的天空中，
飘满了死者弯曲的倒影。
冰川纪过去了，
为什么到处都是冰凌？
好望角发现了，
为什么死海里千帆相竞？
我来到这个世界上，
只带着纸、绳索和身影，
为了在审判之前，
宣读那些被判决了的声音：
告诉你吧，世界，
我——不——相——信！
纵使你脚下有一千名挑战者，
那就把我算做第一千零一名。
我不相信天是蓝的，
我不相信雷的回声；
我不相信梦是假的，
我不相信死无报应。
如果海洋注定要决堤，
就让所有的苦水都注入我心中；
如果陆地注定要上升，
就让人类重新选择生存的峰顶。
新的转机和闪闪的星斗，
正在缀满没有遮拦的天空，
那是五千年的象形文字，
那是未来人们凝视的眼睛。»
la nobiltà è l’epitaffio del nobile.
Guarda, in quel cielo indorato
sventola il riflesso ricurvo dei morti.
L’epoca glaciale è passata,
perché ovunque c’è ghiaccio?
Il Capo di Buona Speranza è stato scoperto,
perché nel Mar morto mille vele contendono?
Sono venuto a questo mondo
portando solo carta, corda e ombre,
per potere prima del processo
proclamare quella voce già giudicata:
Te lo dico, mondo
io - non - credo!
Anche se ai tuoi piedi ci sono mille sfidanti,
contami quale millesimo primo.
Io non credo che il cielo è azzurro;
io non credo all’eco dei tuoni;
io non credo che i sogni sono falsi;
io non credo che la morte è senza giudizio.
Se l’oceano è destinato ad aprire una breccia nella diga,
possano tutte le acque amare riversarsi nel mio cuore;
se la terra è destinata a sollevarsi,
possa l’umanità scegliersi una nuova vetta dell’esistenza.
Nuove svolte e stelle brillanti
ora decorano il cielo sconfinato,
sono i pittogrammi di cinquemila anni,
sono gli occhi degl’uomini del futuro che fissi guardano.»
(Bei Dao, Huida (Risposta))
Già dalle prime strofe è evidente non solo il linguaggio "oscuro" della poesia, ma anche la critica alla Rivoluzione Culturale. Le strofe centrali, caratterizzate dall'anafora dell' "io" manifestano l'importanza attribuita all'individuo. I simboli cui l'autore ricorre (ghiaccio, carta, corda, ombra) non sono così chiari ed espliciti nella tradizione poetica cinese, sono immagini che vogliono rappresentare sentimenti contrastanti e il conflitto tra l'individuo e la società. La ripetuta dichiarazione "Io non credo" sta a dimostrare la forte volontà di non credere più alle verità apparentemente incontestabili ("Io non credo che il cielo è azzurro") ed è un chiaro segno di protesta contro il positivismo e l'idolatria imposti da Mao Zedong.
Dalla fine degli anni Ottanta, la poetica di Bei Dao cambia sensibilmente: pur non abbandonando la sua opposizione ideologica e il tratto velato del suo linguaggio, l'autore si allontana dall'attivismo politico, sviluppando un crescente pessimismo all'interno delle sue poesie. Un esempio ne è la poesia Yiqie 一切 (Tutto):
一切都是烟云
一切都是没有结局的开始
一切都是稍纵即逝的追寻
一切欢乐都没有微笑
一切苦难都没有泪痕
一切语言都是重复
一切交往都是初逢
一切爱情都在心里
一切往事都在梦中
一切希望都带着注释
一切信仰都带着呻吟
一切爆发都有片刻的宁静
一切死亡都有冗长的回声»
Tutto è nuvola
Tutto è un inizio senza una fine
Tutto è una ricerca fugace
Tutta la gioia è priva di sorriso
Tutta la sofferenza è priva di lacrime
Tutte le lingue sono ripetute
Tutto è un primo incontro
Tutto l'amore si trova nel cuore
Tutto il passato si trova in un sogno
Tutte la speranza ha delle note
Tutta la fede ha dei lamenti
Tutte le esplosioni hanno un momento di quiete
Tutte le morti hanno un'eco persistente»
(Bei Dao, Yiqie (Tutto))

### Gli anni dell'esilio
L'esilio apre infine una nuova fase poetica. Per Bei Dao l'esilio è inizialmente un'esperienza molto dolorosa che lui descrive come "shock culturale, inefficienza linguistica e rimozione dal mondo di cui si ha conoscenza" e che lo porta a sviluppare una poetica estremamente soggettiva, con tematiche molto più private e codificate, immagini surrealistiche e un linguaggio ancora più oscuro e incomprensibile. Quest'esperienza genera in lui una profonda riflessione sia sul ruolo della poesia che su quello della lingua: la poesia è uno strumento politico nel senso che influenza l'immaginazione e il modo di pensare e parlare delle persone, ed è anche, lei stessa, una sorta di esilio dal linguaggio quotidiano. In questo senso l'esperienza dell'esilio diventa per lui da un lato l'opportunità di intraprendere una nuova sperimentazione poetica perché sancisce definitivamente l'autonomia dagli ultimi residui del discorso maoista, dall'altro lo strumento con cui esprimere il suo senso di incertezza e fragilità e il suo essere e non-essere cinese.
Una delle poesie che può rappresentare bene la sua ultima fase poetica è Xiangyin 乡音 (Accento locale):
一个公园有自己的冬天
我放上音乐
冬天没有苍蝇
我悠闲地煮着咖啡
苍蝇不懂得什么是祖国
我加了点儿糖
祖国是一种乡音
我在电话线的另一端
听见了我的恐惧
于是我们迷上了深渊»
Ogni parco ha il proprio inverno
Metto la musica
In inverno non ci sono mosche
Senza fretta preparo il caffè
Le mosche non sanno cos'è il paese natale
Aggiungo un po' di zucchero
Il paese natale è una sorta di accento locale
Dall'altro lato del telefono
Sento la mia paura
Così ci siamo innamorati dell'abisso»
(Bei Dao (Accento locale))
La poesia è costruita su una struttura narrativa binaria: c'è un frammentato mondo soggettivo e, accanto a questo, un mondo oggettivo incomprensibile e incomunicabile. L' "accento locale", piuttosto che simboleggiare l'appartenenza e l'identificazione in un popolo, diventa qui la causa di una scissione interiore, della scissione dell'Io dalla sua immagine riflessa nello specchio.

## Influenze e stile
Bei Dao inizia a scrivere durante la Rivoluzione Culturale, quando la circolazione di opere occidentali è sottoposta ad uno stretto e rigido controllo governativo.
In un'intervista del 1996 dichiara: "La mia generazione credeva nel Comunismo al cento per cento. Non ci rendevamo conto di vivere nel buio". È la disillusione nei confronti della Rivoluzione Culturale a spingerlo a cercare un'alternativa ideologica nella letteratura e filosofia occidentali: inizia a procurarsi illegalmente letture censurate e bandite, a partecipare a circoli letterari "sotterranei" e a scambiare i propri esperimenti letterari con altri giovani scrittori, facendo riferimento a tutta quella porzione di letteratura occidentale che era stata tradotta prima della Rivoluzione Culturale. Tra i primi autori occidentali con cui Bei Dao entra in contatto, oltre a Kafka, ci sono Sartre, Salinger e Lorca.
Le influenze di Bei Dao non sono però da ricercare solo nella letteratura occidentale, ma anche nella tradizione letteraria cinese, in particolare la poesia cinese classica e autori cinesi moderni, quali Shizhi. Questi in particolare diviene un modello per Bei Dao a partire dagli anni Settanta, quando l'autore inizia a sperimentare il verso libero e un linguaggio ermetico e privato.
Negli anni Ottanta la poetica di Bei Dao continua la propria evoluzione grazie al lavoro di traduzione di opere moderne europee cui l'autore si dedica: traduce in cinese autori come i russi Boris Pasternak e Gennady Ayki, e gli svedesi Gunnar Ekelöf e Tomas Tranströmer. Questa attività gli consente di entrare in contatto con diverse espressioni poetiche.
Tra i principali rappresentanti della poesia menglong, Bei Dao si fa portavoce di un nuovo modo di fare poesia, una poesia caratterizzata in primo luogo da un linguaggio e una struttura nuovi ed inusuali: verso libero, sintassi irregolare, linguaggio oscuro ed immagini polivalenti sono tra le caratteristiche che portano alla coniazione, da parte della critica, del termine menglongshi ("poesia oscura"). Asserendo che il fine ultimo del genere poetico è l'espressione dell'individualità, Bei Dao crea una poesia fortemente soggettiva dando voce a sentimenti individuali di amarezza, afflizione e ribellione, sentimenti che tuttavia sono condivisi da molti. Disillusione, inquietudini e aspirazioni della generazione cresciuta negli anni della Rivoluzione Culturale diventano i sentimenti posti al centro di questa rinnovata forma poetica. Essi trovano forse la loro massima espressione nella poesia Huida 回答 (Risposta).
Dalla metà degli anni Novanta il suo stile diviene più maturo e filosofico, perdendo i connotati romantici ed eroici della fase iniziale ed assumendo una tendenza fortemente surrealista, derivata dall'influenza di Lorca e Kafka; è probabilmente una conseguenza della scelta di evitare il tema politico e di ripiegare su una riflessione più soggettiva. L'oscurità rimane comunque un tratto distintivo della sua lingua e la simbologia criptica continua ad essere lo strumento con cui esprime la complessità e le contraddizioni interiori dell'individuo.

## Il ruolo diJintian
Quando Bei Dao nel 1978 fonda con Mang Ke la rivista a Pechino, il suo scopo è quello di dar voce a scrittori esiliati, o ad autori cui è posto il divieto di pubblicare le proprie opere in Cina.
Jintian fu la prima rivista letteraria non ufficiale nella Repubblica Popolare Cinese a partire dagli anni Cinquanta. Le prime pagine di Jintian vennero affisse nei luoghi che costituivano i centri vitali della cultura e della politica, come l'Università di Pechino, Piazza Tian'anmen e la Renmin University. Questo modo di pubblicare le poesie, affiggendole ai muri piuttosto che pubblicarle nelle riviste letterarie ufficiali, suscitò grande scalpore e venne considerato un gesto rivoluzionario.
La riedizione moderna della rivista, pubblicata a Stoccolma a partire dal 1990, si colloca invece in un contesto più ampio e interculturale, e si rende intermediaria di un dialogo tra la Cina e l'Occidente, al punto tale che Bei Dao è ampiamente considerato come la "voce dei poeti esiliati".

## Elenco delle opere
- 1974. 波动, Bodong (traduzione letterale: Onde)
- 1976. 回答, Huida (Risposta)
- 1978. 陌生的海滩, Mosheng de haitan (traduzione letterale: Una spiaggia sconosciuta)
- 1986. 北岛诗选, Bei Dao shixuan (traduzione letterale: Poesie scelte di Bei Dao)
- 1987. 归来的陌生人, Guilai de moshengren (traduzione letterale: Gli stranieri ritornati)
- 1991. 旧雪, Jiuxue (traduzione letterale: Neve vecchia)
- 1993. 在天涯, Zai Tianya (Traduzione letterale: All'orizzonte)
- 1995. 午夜歌手, Wuye Geshou (Traduzione letterale: Un cantante a mezzanotte)
- 1996. 零度以上的风景线, Lingdu yishang de fengjingxian (Traduzione letterale: Paesaggio sopra lo zero)
- 1999. 开锁, Kaisuo (Traduzione letterale: Bloccare) > raccolta
- 2000. 蓝房子, Lan fangzi (traduzione letterale: L'Appartamento blu)
- 2004. 失败之书, Shibai zhi shu (traduzione letterale: Libro sconfitto)
- 2005. 时间的玫瑰, Shijian de meigui (Traduzione letterale: La rosa del tempo)
- 2008. 青灯, Qing deng (traduzione letterale: Luce verde)
- 2010. 城门开, Chengmen kai (traduzione letterale: Aprite le porte della città)

## Riconoscimenti
- 1990 - Tucholsky Prize del Swedish PEN Club a Stoccolma e Freedom-to-write Prize dell'America PEN Club a New York[11]
- 1998 - Membro Onorario della House of Poetry in Marocco e Guggenheim Fellowship
- 2015 - Premio Struga
- 2015 - Cikada prize [44]
- 2021 - Yakamochi Medal [45]